# 索线虫属
索线虫属（学名：Mermis）为索线虫科的一属线虫。

## 下属物种
本属包括以下物种：
- 黑色索线虫 Mermis nigrescens Dujardin, 1842[2]
- Mermis paranigrescens Rubzov, 1976